# Лесная зона курорта Серноводск-Кавказский
Лесная зона курорта Серноводск-Кавказский — действующий памятник природы, расположенный Серноводском (Сунженском) районе Чечни в 2,4 км к северу от села Серноводское. На территории произрастают яблоня, белая акация, сосна обыкновенная, туя, айва, гледичия, сирень, шиповник. Состояние памятника плохое, происходит усыхание насаждений, необходимо проведение санитарно-оздоровительных и лесовосстановительных мероприятий. Регулярно проводится лесопатологический мониторинг.
С 2006 года имеет статус особо охраняемой природной территории республиканского значения.